# 阿部勝幸
阿部勝幸（あべ かつゆき ）は山口県出身の卓球選手。専修大学から協和発酵に所属し1980年に現役を引退した。

## 経歴
全日本学生卓球選手権では1971年にシングルス、1970年、1971年に藤原孝志とのダブルスで優勝した。
全日本卓球選手権大会では1971年に混合ダブルスで阪本礼子とのペアで1971年、1972年と2連覇、ダブルスで1972年に伊藤繁雄とのペアで1976年、1977年、阿部博幸とのペアで優勝、シングルスでも1974年に優勝している。
また世界卓球選手権代表に3回選ばれ1971年の名古屋大会、1975年のカルカッタ大会のダブルスでともにベスト4に入った。
現役引退後は専修大学監督などを務めている。

## テレビ出演
- NHK教育テレビ テレビスポーツ教室 卓球 1 戦型別の練習方法 1982年8月22日[6]
- NHK教育テレビ テレビスポーツ教室 卓球 2 戦型別の練習方法 1983年9月11日[7]

ともに福島幸雄アナウンサーと共演。